# Правовая система Азербайджана
Правовая система Азербайджана базируется на континентальной правовой традиции. Как страна, до 1991 года входила в состав Советского Союза, её правовая система также в значительной мере испытала влияние социалистического права.

## История

### Период в составе Российской Империи
В период нахождения Азербайджана в составе Российской Империи на территории Азербайджана распространялось действие законодательства Российской Империи.

### Период АДР
В период АДР в Азербайджане впервые принято и разработано собственное законодательство республики. Нормативные правовые акты печатались в Вестнике Правительства Азербайджанской Республики.

### Период Азербайджанской ССР
С момента создания Азербайджанской ССР власть сосредоточилась в руках Совета Народных Комиссаров, Комиссариатов. Декреты Совета Народных Комиссаров, постановления, распоряжения Комиссаров являлись обязательными.
Официальным печатным органом Азербайджанской ССР являлась газета «Коммунист». Декреты, постановления вступали в силу после опубликования в данной газете.
За период Азербайджанской ССР были приняты 4 конституции: 1921, 1927, 1937, 1978 года.
С 1946 года систему Комиссариатов сменила система Министерств. Совет Народных Комиссаров преобразован в Совет Министров Азербайджанской ССР.
С изменением строя действующее до этого законодательство Российской Империи и АДР не было сразу отменено. Оно сохранило действие, и изменялось и дополнялось в ходе деятельности.
В Азербайджанской ССР действовали уголовный, гражданский, гражданский процессуальный, исправительно-трудовой, земельный кодексы, кодекс о браке и семье.

### Современный период
Формирование современной системы права началось с принятия Акта о государственной независимости Азербайджана. 12 ноября 1995 года принята действующая Конституция Азербайджана.